# Alexander-Newski-Kathedrale (Nischni Nowgorod)
Die Alexander-Newski-Kathedrale (russisch Собор Святого Александра Невского) ist eine russisch-orthodoxe Kirche im Kanawinski Stadtbezirk von Nischni Nowgorod. Die Kathedrale befindet sich auf dem ehemaligen Gelände der Nischni-Nowgoroder Messe. Sie ist, zusammen mit dem Demetrius-Turm des Kreml auf dem Minin-und-Poscharski-Platz, der Tschkalow-Treppe und der Messe, eines der inoffiziellen Symbole von Nischni Nowgorod.
Der Hauptbau der Kathedrale wurde am 18. August 1868 begonnen und dauerte 13 Jahre, die interne Arbeit dauerte bis 1881. Am 20. Juli 1881 wurde er in Gegenwart von Kaiser Alexander III., seiner Frau Maria Fjodorowna und Zarewitsch Nikolaus feierlich eingeweiht. Die Höhe des Tempels beträgt 87 Meter (3425,2 Zoll).
Die nächste Metrostation ist Strelka  (Bauarbeiten im Gange).

## Sowjetzeit
1929 wurde die Kathedrale geschlossen, die Wertsachen wurden beschlagnahmt, und im Winter 1930 wurden nach der Entscheidung der Wolga-Flottillen-Führung die Ikonostasen und alle Holzdekorationen der Kathedrale für die Beheizung von Häusern genutzt. Später diente das Gebäude der Kathedrale als Lager und teils als Wohnung. Durch die Kathedrale wurden zahlreiche Nebenräume und verschiedene Büros hinzugefügt. Im Keller des Tempels waren Lagerhallen. Während des Zweiten Weltkriegs wurde auf der zentral geöffneten Kuppel der Kathedrale eine Flakbatterie installiert, die den Himmel über Gorki (Name von Nischni Nowgorod während der Sowjetzeit) vor Luftwaffenangriffen schützte.

## Galerie

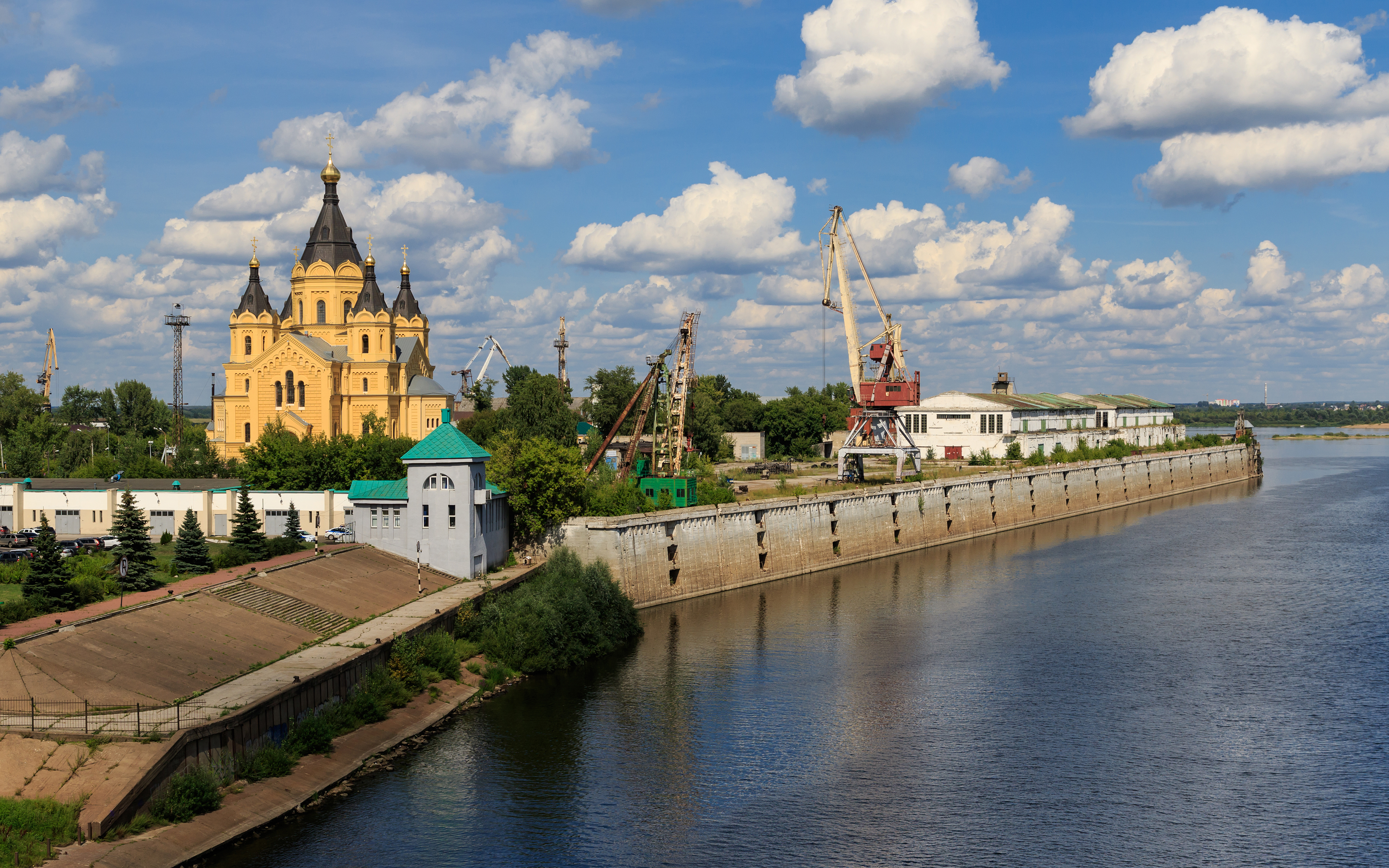
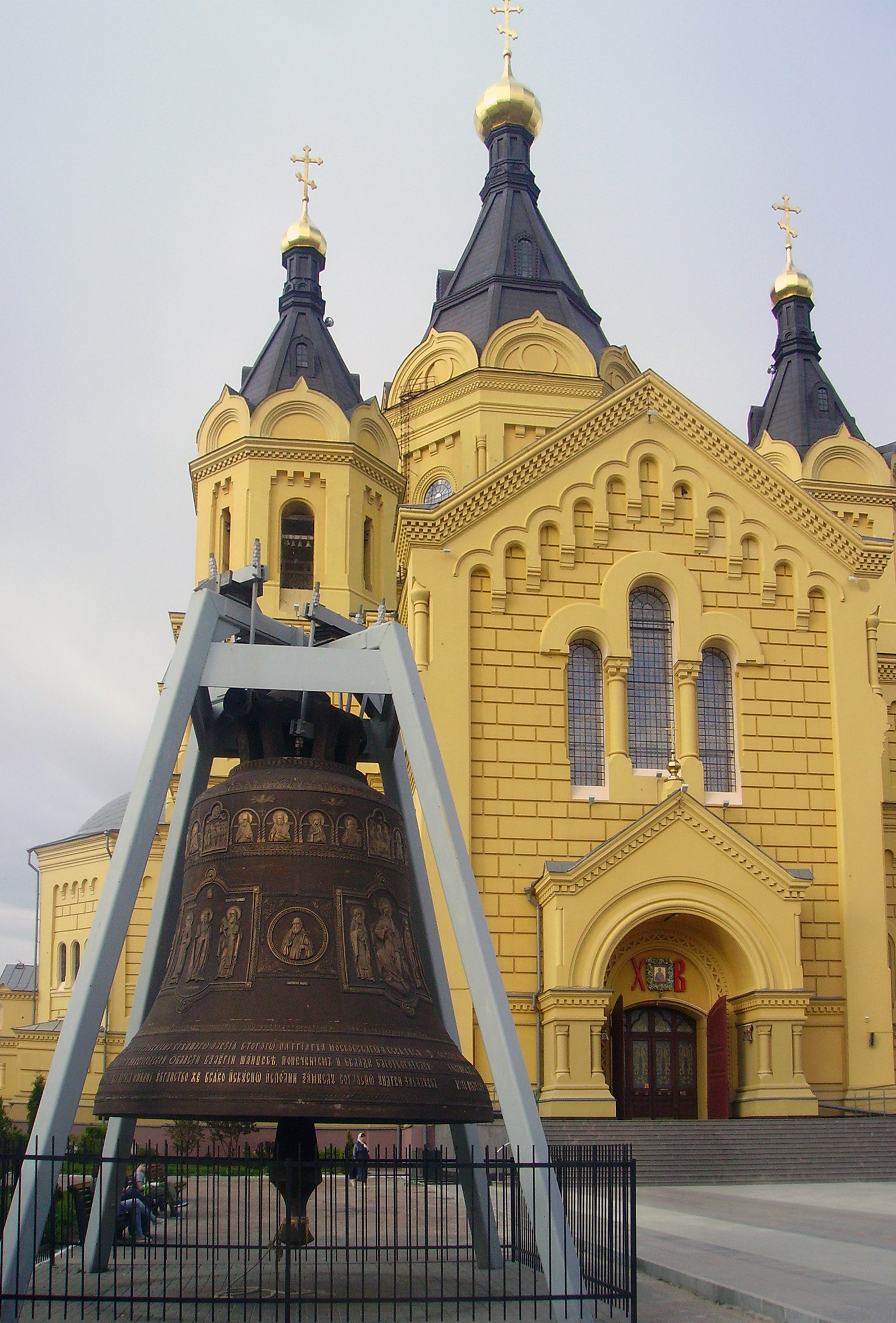
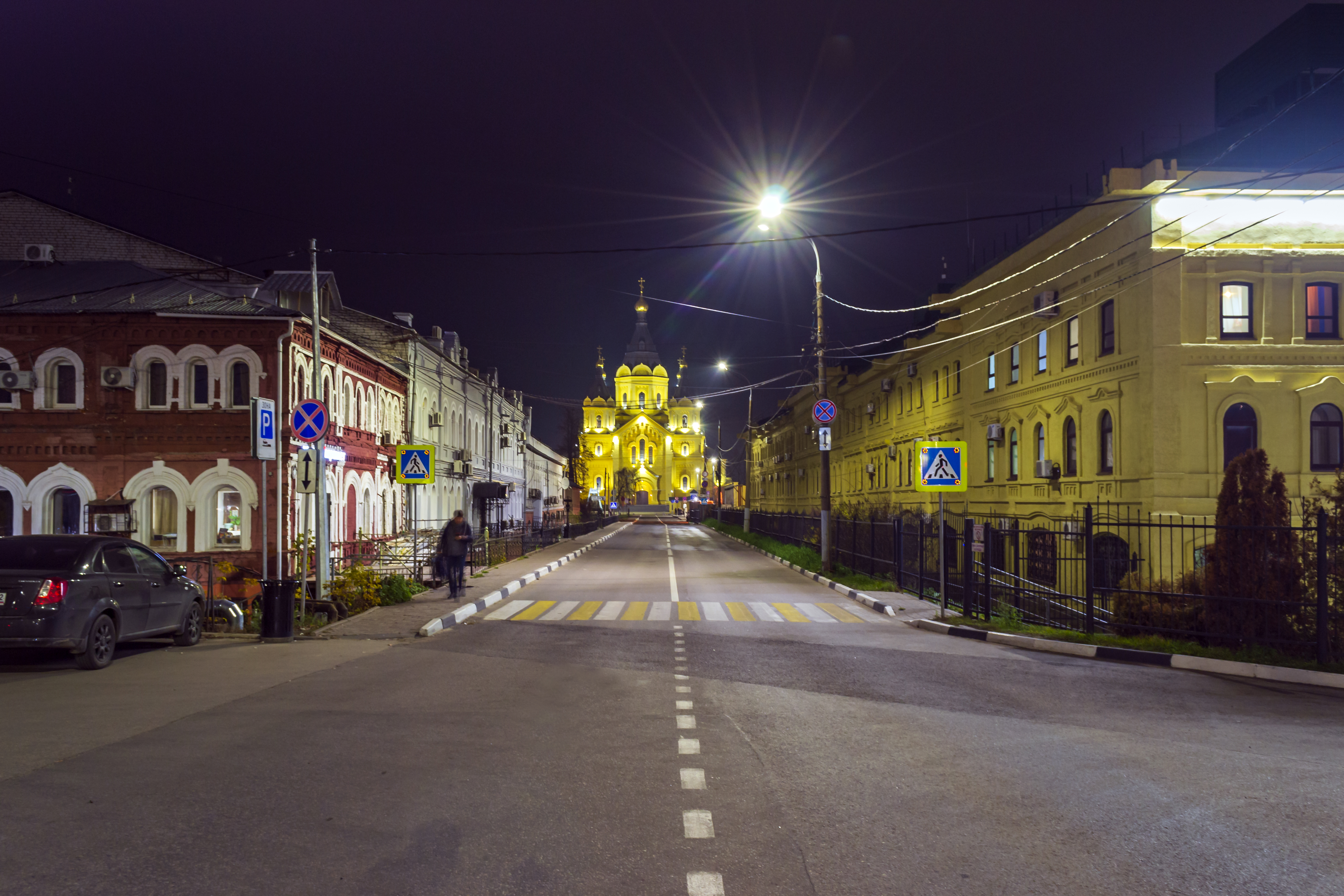
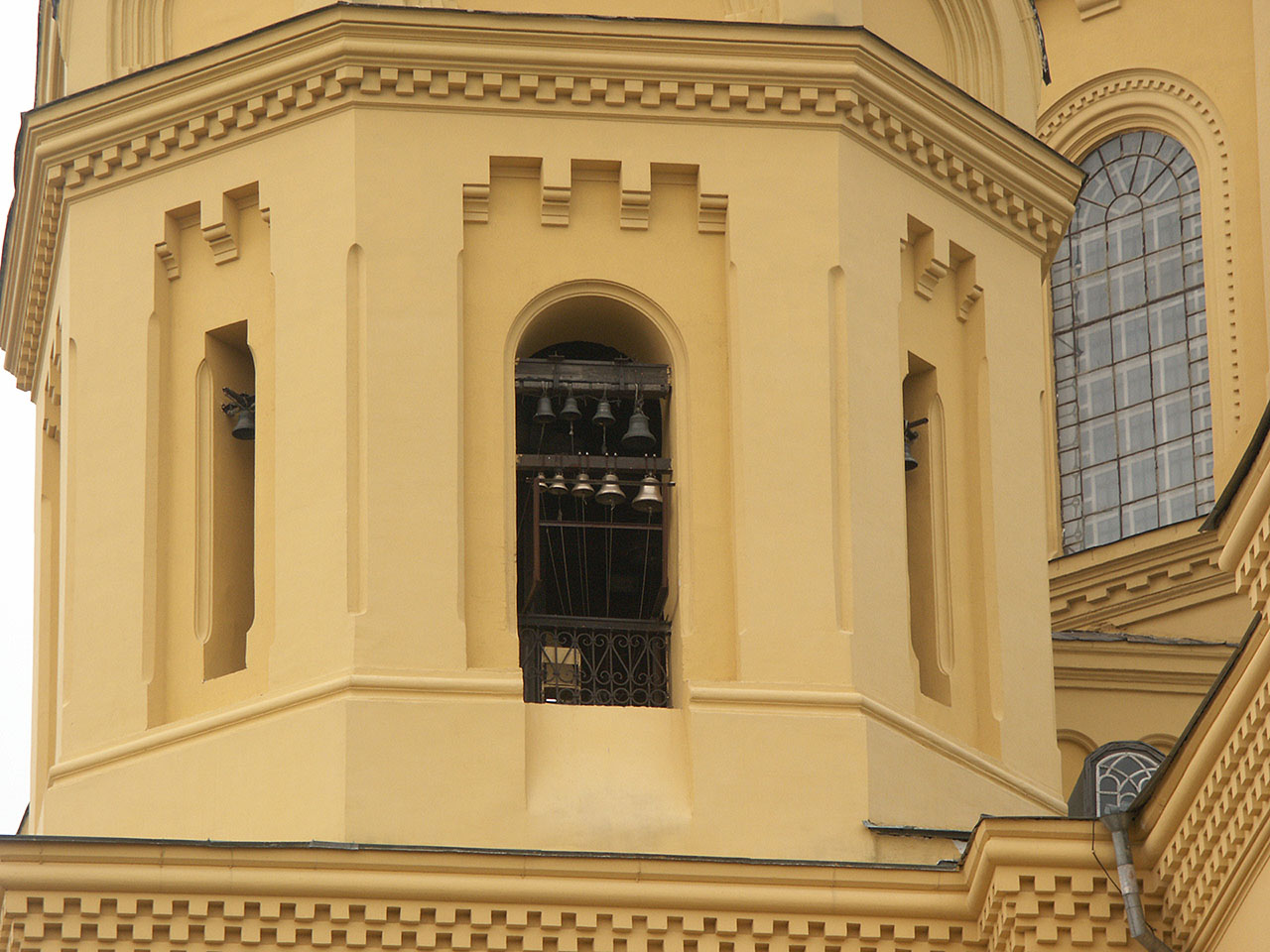
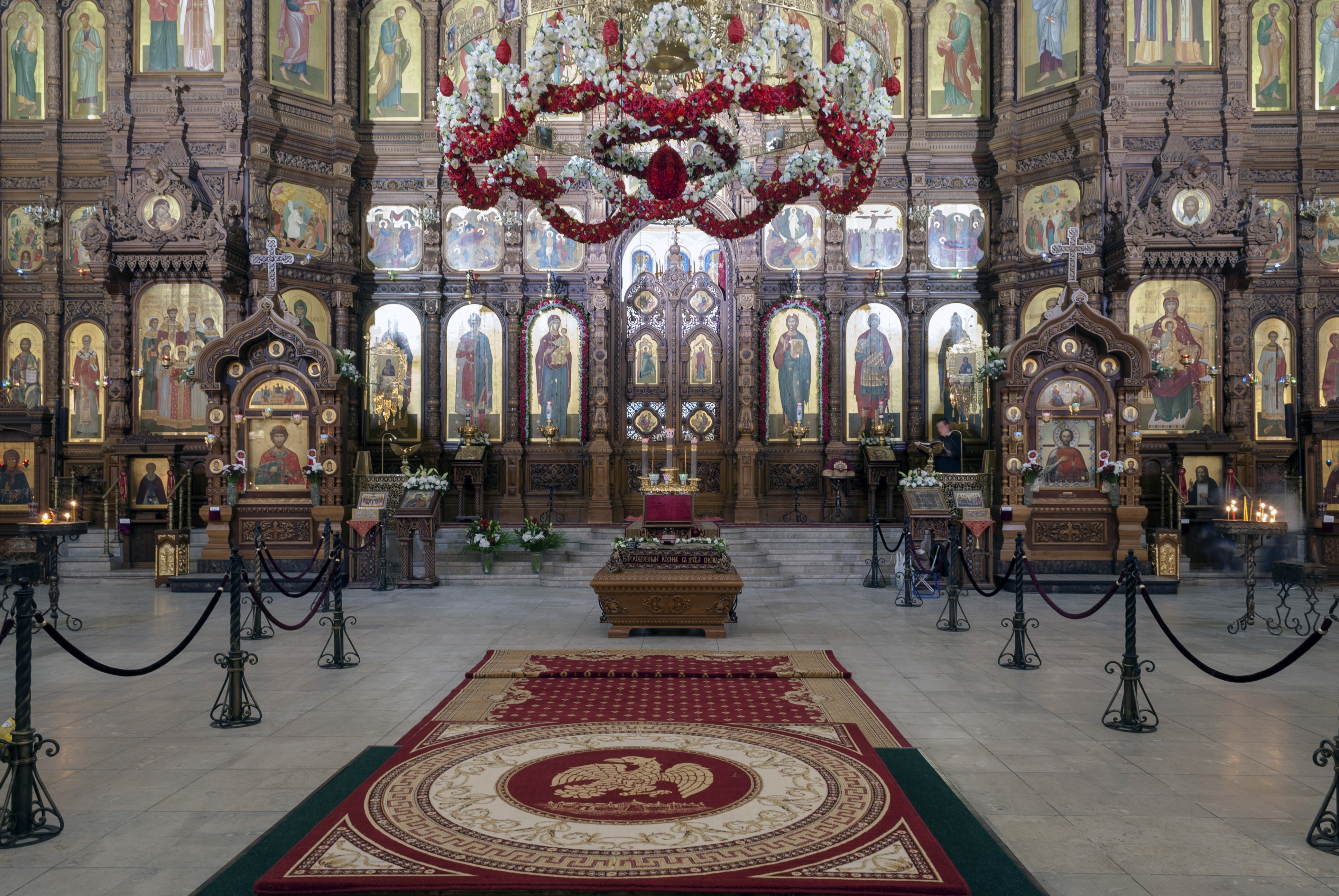
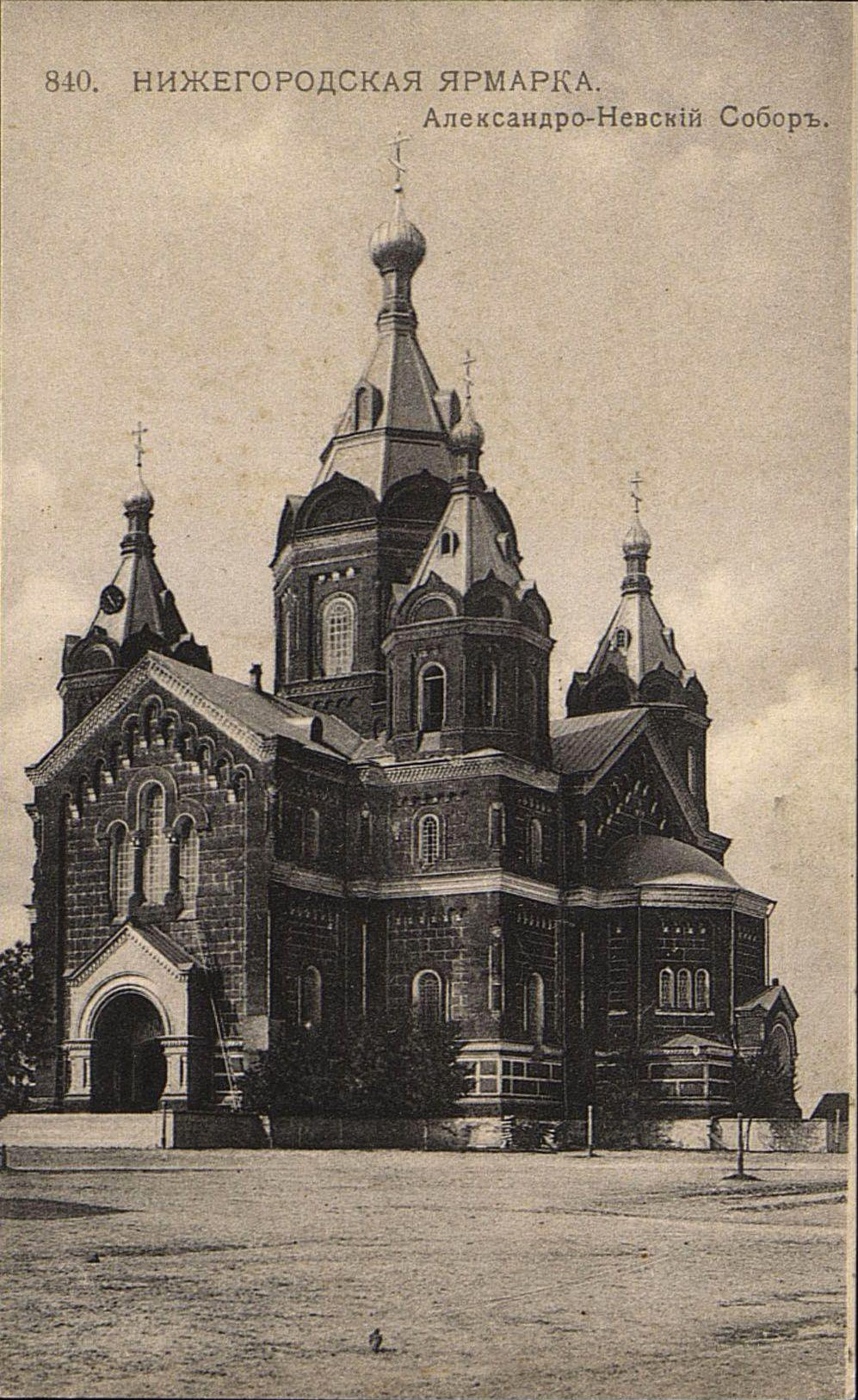
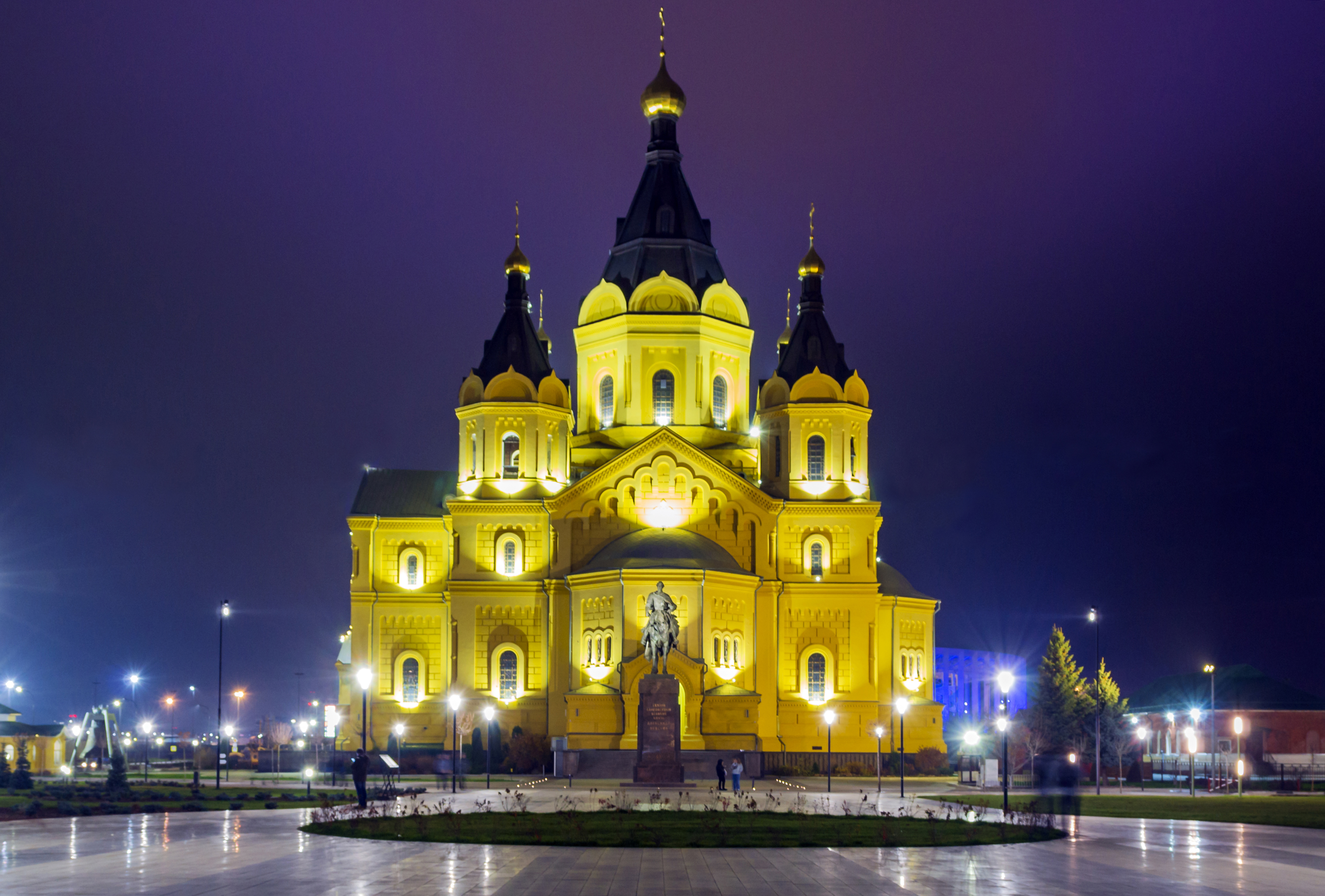